# Helt (fisk)
 For alternative betydninger, se Helt (flertydig). (Se også artikler, som begynder med Helt)
Helten (Coregonus lavaretus) er en laksefisk, som lever i ferskvand og brakvand . Det er en god spisefisk, og den er genstand for fiskeri af både erhvervsfiskere og lystfiskere. Helten er nært beslægtet med snæbelen.

## Udbredelse
Da der er uenighed om systematikken for heltegruppen, gælder dette også for udbredelsen. Helten lever i søer og vandløb i blandt andet Norge, Sverige og Danmark. I Danmark er der en stor bestand i den nedre del af Gudenåen og i Randers Fjord. Helten kan også findes Skjern Å, Ringkøbing Fjord, Storåen, Nissum Fjord og flere danske søer og vandløb.

## Systematik
Heltegruppen er genstand for stor uenighed, da det er svært at skelne de enkelte arter.